# Buglione (gastronomia)
Il Buglione è un sugo molto forte e tirato a base di concentrato di pomodoro, tipico della Maremma e del sud della Provincia di Siena.
Molto indicato per preparare l'Agnello del Centro Italia, cacciagione, coniglio e maiale, ma anche chiocciole (detti nel sud senese, "lumacci") e la famosa coratella di agnello.
Si accompagna con i vini rossi di quelle zone e delle terre limitrofe, quali brunello e nobile.
Nella maremma grossetana, in particolare nel paese di Sorano, il buglione, sia di agnello che di cinghiale, viene servito con una piccola bruschetta posizionata al centro del piatto, dove viene versata poi la pietanza.
Buglione vuole dire insieme di cose messe a caso. In tempi passati le mense, in toscana, erano di due tipi; le poche ricche mense dei signori (beati loro) e le tante povere del resto del popolo. La differenza principale, tra le due era la presenza di carne (molta per i signori e poca per i loro sevi o lavoranti).  I signori, che in genere si identificavano con la nobiltà, quando organizzavano, logicamente fra di loro, delle feste, i cibi, soprattutto di carne, vi erano in abbondanza per quantità e specie nelle loro tavole. Al termine della festa gli avanzi "nella loro generosità" venivano regalate ai servi. Le massaie (non cuoche, differenza notevole) al loro servizio avevano così a disposizione avanzi di carne di vitello, pollame, cacciagione, agnello ed altro che poteva essere presente.  Le medesime, la prima cose che facevano, sbollentavano leggermente gli avanzi di carne in modo da separare più facilmente la carne dalle abbondanti ossa; tritavano a coltello la carne, quindi preparavano un soffritto fatto con gli odori ed il nostro meraviglioso olio di oliva. Quando il soffritto era pronto vi aggiungevano la carne, sfumavano il tutto con del vino rosso, aggiungevano del pomodoro passato, allungavano con acqua e facevano bollire il tutto a fuoco lento per ore. Mentre bolliva le carni tendevano a sfarsi, si mischiavano fra di loro formando un buglione di odori e sapori. Al termine, versavano questa specie di brodo molto denso, sopra a fette di pane arrostite, terminavano con un filo di olio di oliva ed il Buglione era servito. In conclusione il termine buglione non può essere usato per indicare una pietanza con un solo tipo di carne (es. buglione di coniglio, buglione di agnello, ecc.), sia per il significato della parola sia per rispetto di tutte quelle massaie che fecero di necessita virtù. 